# 足立夢実
足立 夢実 （あだち ゆみ、1989年2月7日 - ）は、日本のアーティスティックスイミング選手、指導者。埼玉県出身。

## 経歴
3歳から水泳を始め、小学校2年生からシンクロを習う。中学時から越谷市に住み、所属クラブもアテナアクアメイツから、東京シンクロクラブに移籍した。埼玉県立浦和東高等学校へ入学、高校2年時に、デュエットで埼玉県代表として第60回国民体育大会（晴れの国おかやま国体）に出場し4位となる。2007年高校を卒業し国士舘大学体育学部体育学科入学。
2008年北京オリンピック第1次選考会を突破し、代表候補13人に選出されたが、代表には漏れた。2009年1月、2009年世界水泳選手権日本代表選考会が行われ、トップ通過した。世界水泳選手権では、ソロで5位、チームで6位入賞した。2011年ミキハウスに入社。
2012年ロンドンオリンピックのシンクロナイズドスイミング競技ではチームとして出場し、予選は3位通過、決勝では5位入賞した。
シンクロ選手としては小柄で、身長は159 cm、体重50 kg。
体操界も欲したほどの身体能力で、日本人離れした柔軟性があった。小柄ながら瞬発力と表現力に優れ、非五輪種目のソロを得意とした。
2013年世界水泳選手権を最後に現役を引退した。
2014年、母校である国士舘大学にアーティスティックスイミング部が新設され、監督に就任。
2019年7月、国際水連世界選手権アーティスティックスイミング競技に安部篤史と混合ペアとして出場。2部門で銅メダルを獲得。
現在は、指導者として小学生から大学生まで（国士舘ASクラブ）幅広くアーティスティックスイミング・シンクロナイズドスイミング指導を行っている。

### 年表
- 2004年 - 越谷市立南中学校 卒業
- 2007年 - 埼玉県立浦和東高等学校 卒業
- 2011年 - 国士舘大学体育学部体育学科 卒業
- 2011年 - 株式会社ミキハウス 入社
- 2013年 - 現役引退
- 2014年 - 国士舘大学シンクロナイズドスイミング部監督
- 2015年 - 混合アーティスティックスイミングで日本代表に任命[5]
- 2015年 - 早稲田大学大学院スポーツ科学研究科修士課程 修了
- 2015年 - シンクロ指導者

### 主な実績
- 2006年 - 世界ジュニア選手権大会　チーム3位、コンビネーション3位
- 2007年 - 第83回日本選手権水泳競技大会　チーム3位、フリーコンビネーション2位
- 2008年 - 第84回日本選手権水泳競技大会　ソロ2位、フリーコンビネーション1位
- 2008年 - スイスオープン　ソロ1位、チーム1位、フリーコンビネーション1位
- 2009年 - 第85回日本選手権水泳競技大会　ソロ1位、デュエット2位、チーム1位
- 2009年 - 世界水泳選手権大会　ソロTR（テクニカルルーティン） 5位・FR（フリールーティン） 5位、チームFR 6位、フリーコンビネーション5位
- 2009年 - 第8回アジア選手権大会　ソロ1位
- 2010年 - 第86回日本選手権水泳競技大会　ソロ1位、デュエット2位、チーム2位、フリーコンビネーション1位
- 2011年 - 世界水泳選手権大会　ソロTR 5位・FR 5位、チームTR 5位・FR 5位
- 2012年 - 第30回オリンピック競技大会（ロンドン五輪）予選 チーム3位、決勝 チーム5位
- 2012年 - 第88回日本選手権水泳競技大会　ソロ1位、チーム1位
- 2019年 - 第18回世界水泳選手権大会　アーティスティックスイミング混合デュエット TR 3位[6]、FR 3位[7]